# National Women’s Soccer League 2019
Die National Women’s Soccer League 2019 war die siebte Saison der US-amerikanischen Frauenfußballliga National Women’s Soccer League. Die reguläre Saison begann am 13. April und endete am 12. Oktober 2019. Daran schloss sich ein Play-off mit den vier besten Teams der Saison an, welche in zwei Halbfinals sowie einem Finale am 27. Oktober die NWSL-Meisterschaft ausspielten. Aufgrund der Fußball-Weltmeisterschaft 2019 legte die Liga während der Gruppenphase des Turniers vom 3. bis 14. Juni eine zwölftägige Pause ein.
Eröffnet wurde die Saison mit einem Heimspiel des amtierenden Meisters North Carolina Courage gegen die Chicago Red Stars, das Team der zweimaligen Torschützenkönigin und NWSL-Rekordtorjägerin Sam Kerr. Dieses endete mit einem 1:1-Unentschieden. Aufgrund des Umbaus und der Erweiterung des Providence Park auf eine Zuschauerkapazität von 25.218 Plätzen trug der Portland Thorns FC sein erstes Heimspiel erst am 2. Juni aus. Mit einem ausverkauften Spiel am 11. August gegen North Carolina konnte Portland einen neuen Zuschauerrekord für die NWSL aufstellen.
Am 19. Juni wurde bekannt gegeben, dass das diesjährige Endspiel um die Meisterschaft am 27. Oktober im WakeMed Soccer Park in Cary, North Carolina, ausgetragen werden sollte.
Die reguläre Saison schlossen zum dritten Mal in Folge die North Carolina Courage als Erstplatzierter ab und sicherten sich damit erneut den NWSL Shield. Zudem qualifizierten sich wie im Vorjahr die Chicago Red Stars, der Portland Thorns FC sowie der Reign FC für die Play-offs. Das erste Halbfinale zwischen North Carolina und Reign FC wurde erst in der Verlängerung entschieden, wobei sich North Carolina am Ende deutlich mit 4:1 durchsetzen konnte. Im zweiten Halbfinale zwischen Chicago und Portland erzielte die Sam Kerr, die Torschützenkönigin der regulären Saison, bereits in der 8. Spielminute den Siegtreffer für Chicago. Damit trafen im Finale North Carolina und Chicago aufeinander. Hier gelang North Carolina ein schlussendlich ungefährdeter 4:0-Sieg, womit sich das Franchise die zweite Meisterschaft sichern konnte.

## Franchises und Spielstätten
An der Saison 2019 nahmen die neun Franchises der Vorsaison teil. Das Franchise Seattle Reign FC zog im Januar 2019 nach Tacoma in Washington um und tritt künftig unter dem Namen Reign FC an.
| Franchise              | Ort                             | Stadion             | Kapazität |
| ---------------------- | ------------------------------- | ------------------- | --------- |
| Chicago Red Stars      | Bridgeview, Illinois            | SeatGeek Stadium    | 22.000    |
| Houston Dash           | Houston, Texas                  | BBVA Stadium        | 7.000     |
| North Carolina Courage | Cary, North Carolina            | WakeMed Soccer Park | 10.000    |
| Orlando Pride          | Orlando, Florida                | Exploria Stadium    | 25.517    |
| Portland Thorns FC     | Portland, Oregon                | Providence Park     | 25.218    |
| Reign FC               | Tacoma, Washington              | Cheney Stadium      | 6.500     |
| Sky Blue FC            | Piscataway Township, New Jersey | Yurcak Field        | 5.000     |
| Utah Royals FC         | Sandy, Utah                     | Rio Tinto Stadium   | 20.213    |
| Washington Spirit      | Washington, D.C.                | Maryland SoccerPlex | 5.126     |

| Red Stars |

| Dash |

| Courage |

| Pride |

| Thorns |

| Reign |

| Sky Blue |

| Royals |

| Spirit |

| Red Stars |

| Dash |

| Courage |

| Pride |

| Thorns |

| Reign |

| Sky Blue |

| Royals |

| Spirit |

Zwei Stadien wurden während der Saison umbenannt. Zunächst erwarb das Unternehmen Exploria Resorts am 4. Juni die Namensrechte am „Orlando City Stadium“, welches seitdem Exploria Stadium heißt. Dann gab am 13. Juni die spanische Bank BBVA bekannt, in den Vereinigten Staaten künftig statt als „BBVA Compass“ nur noch unter der Bezeichnung „BBVA“ zu agieren. In diesem Zusammenhang wurde auch das „BBVA Compass Stadium“ in BBVA Stadium umbenannt.

## Spielerinnen
Vor der Saison erfolgte bei der sogenannten Player Allocation die Zuweisung von Nationalspielerinnen der Vereinigten Staaten und Kanadas an die neun teilnehmenden Franchises.
→ National Women’s Soccer League 2019/Player Allocation
Daran schloss sich eine sogenannte Draft-Runde an, in der die Teams College-Spielerinnen unter Vertrag nehmen konnten:
→ National Women’s Soccer League 2019/College-Draft

## Modus
In der regulären Saison absolvierte jedes Team insgesamt 24 Spiele, davon je zwölf Heim- und Auswärtsspiele. Gegen jedes Team trug jede Mannschaft je drei Spiele aus.
Die vier am Ende der Saison bestplatzierten Teams qualifizierten sich für die Play-offs.

## Statistiken

### Tabelle
| Pl. | Verein                 | Sp. | S  | U | N  | Tore    | Diff. | Punkte |
| --- | ---------------------- | --- | -- | - | -- | ------- | ----- | ------ |
| 1.  | North Carolina Courage | 24  | 15 | 4 | 5  | 054:230 | +31   | 49     |
| 2.  | Chicago Red Stars      | 24  | 14 | 2 | 8  | 041:280 | +13   | 44     |
| 3.  | Portland Thorns FC     | 24  | 11 | 7 | 6  | 040:310 | +9    | 40     |
| 4.  | Reign FC               | 24  | 10 | 8 | 6  | 027:270 | ±0    | 38     |
| 5.  | Washington Spirit      | 24  | 9  | 7 | 8  | 030:250 | +5    | 34     |
| 6.  | Utah Royals FC         | 24  | 10 | 4 | 10 | 025:250 | ±0    | 34     |
| 7.  | Houston Dash           | 24  | 7  | 5 | 12 | 021:360 | −15   | 26     |
| 8.  | Sky Blue FC            | 24  | 5  | 5 | 14 | 020:340 | −14   | 20     |
| 9.  | Orlando Pride          | 24  | 4  | 4 | 16 | 024:530 | −29   | 16     |

### Ergebnisse
Die Spiele sind für jede Mannschaft in chronologischer Reihenfolge angegeben, die Ergebnisse zeilenweise jeweils aus Sicht der entsprechenden Mannschaft.
| Mannschaft                  | Spiel | Spiel | Spiel | Spiel | Spiel | Spiel | Spiel | Spiel | Spiel | Spiel | Spiel | Spiel | Spiel | Spiel | Spiel | Spiel | Spiel | Spiel | Spiel | Spiel | Spiel | Spiel | Spiel | Spiel |
| Mannschaft                  | 1     | 2     | 3     | 4     | 5     | 6     | 7     | 8     | 9     | 10    | 11    | 12    | 13    | 14    | 15    | 16    | 17    | 18    | 19    | 20    | 21    | 22    | 23    | 24    |
| --------------------------- | ----- | ----- | ----- | ----- | ----- | ----- | ----- | ----- | ----- | ----- | ----- | ----- | ----- | ----- | ----- | ----- | ----- | ----- | ----- | ----- | ----- | ----- | ----- | ----- |
| Chicago Red Stars (CHI)     | NC    | POR   | RFC   | UTA   | NC    | HOU   | WAS   | POR   | RFC   | ORL   | NJ    | HOU   | NC    | RFC   | UTA   | WAS   | NJ    | ORL   | POR   | HOU   | ORL   | NJ    | WAS   | UTA   |
| Chicago Red Stars (CHI)     | 1:1   | 4:4   | 3:0   | 0:1   | 3:1   | 2:1   | 0:2   | 0:3   | 0:1   | 3:2   | 1:2   | 1:0   | 2:1   | 4:0   | 2:0   | 1:0   | 1:2   | 1:2   | 0:3   | 3:0   | 1:0   | 3:0   | 3:1   | 2:1   |
| Houston Dash (HOU)          | RFC   | NJ    | NC    | ORL   | UTA   | CHI   | RFC   | ORL   | WAS   | POR   | NC    | CHI   | WAS   | POR   | NJ    | RFC   | ORL   | NJ    | CHI   | UTA   | NC    | POR   | WAS   | UTA   |
| Houston Dash (HOU)          | 1:1   | 1:0   | 1:4   | 1:0   | 2:1   | 1:2   | 1:1   | 2:2   | 0:0   | 1:2   | 2:5   | 0:1   | 2:1   | 0:5   | 1:0   | 0:1   | 1:0   | 1:2   | 0:3   | 2:1   | 0:1 1 | 0:1   | 0:0   | 1:2   |
| North Carolina Courage (NC) | CHI   | ORL   | HOU   | NJ    | CHI   | UTA   | RFC   | ORL   | POR   | WAS   | HOU   | RFC   | CHI   | UTA   | WAS   | POR   | RFC   | NJ    | POR   | ORL   | HOU   | UTA   | WAS   | NJ    |
| North Carolina Courage (NC) | 1:1   | 5:0   | 4:1   | 0:0   | 1:3   | 1:1   | 1:2   | 3:0   | 1:1   | 2:1   | 5:2   | 2:0   | 1:2   | 2:1   | 1:0   | 1:2   | 1:0   | 2:1   | 6:0   | 6:1   | 1:0 1 | 3:0   | 1:2   | 3:2   |
| Orlando Pride (ORL)         | POR   | NC    | RFC   | UTA   | HOU   | POR   | UTA   | NC    | HOU   | NJ    | CHI   | WAS   | POR   | NJ    | HOU   | UTA   | CHI   | WAS   | RFC   | CHI   | NC    | NJ    | WAS   | RFC   |
| Orlando Pride (ORL)         | 0:2   | 0:5   | 1:1   | 0:1   | 0:1   | 1:3   | 0:2   | 0:3   | 2:2   | 2:1   | 2:3   | 4:3   | 3:4   | 1:0   | 0:1   | 0:2   | 2:1   | 1:2   | 1:3   | 0:1   | 1:6   | 1:1   | 0:3 2 | 2:2   |
| Portland Thorns FC (POR)    | ORL   | CHI   | NJ    | ORL   | WAS   | NJ    | CHI   | NC    | UTA   | HOU   | RFC   | ORL   | UTA   | HOU   | NJ    | RFC   | NC    | WAS   | CHI   | UTA   | NC    | HOU   | RFC   | WAS   |
| Portland Thorns FC (POR)    | 2:0   | 4:4   | 2:2   | 3:1   | 1:3   | 1:0   | 3:0   | 1:1   | 0:0   | 2:1   | 0:1   | 4:3   | 2:2   | 5:0   | 1:1   | 0:1   | 2:1   | 3:1   | 3:0   | 0:1   | 0:6   | 1:0   | 0:2   | 0:0   |
| Reign FC (RFC)              | HOU   | ORL   | CHI   | WAS   | NJ    | NC    | HOU   | WAS   | CHI   | UTA   | POR   | NC    | CHI   | HOU   | POR   | UTA   | NJ    | NC    | ORL   | WAS   | NJ    | UTA   | POR   | ORL   |
| Reign FC (RFC)              | 1:1   | 1:1   | 0:3   | 0:0   | 2:1   | 2:1   | 1:1   | 1:1   | 1:0   | 2:0   | 1:0   | 0:2   | 0:4   | 1:0   | 1:0   | 1:3   | 1:1   | 0:1   | 3:1   | 2:2   | 0:1   | 2:1 3 | 2:0   | 2:2   |
| Sky Blue FC (NJ)            | WAS   | HOU   | POR   | NC    | WAS   | RFC   | POR   | UTA   | ORL   | CHI   | UTA   | ORL   | WAS   | HOU   | POR   | UTA   | CHI   | RFC   | HOU   | NC    | CHI   | RFC   | ORL   | NC    |
| Sky Blue FC (NJ)            | 0:2   | 0:1   | 2:2   | 0:0   | 2:3   | 1:2   | 0:1   | 0:1   | 1:2   | 2:1   | 1:0   | 0:1   | 0:1   | 0:1   | 1:1   | 0:3   | 2:1   | 1:1   | 2:1   | 1:2   | 0:3   | 1:0   | 1:1   | 2:3   |
| Utah Royals FC (UTA)        | WAS   | ORL   | CHI   | HOU   | NC    | ORL   | WAS   | NJ    | POR   | RFC   | NJ    | POR   | NC    | CHI   | NJ    | RFC   | ORL   | WAS   | POR   | HOU   | NC    | RFC   | CHI   | HOU   |
| Utah Royals FC (UTA)        | 1:0   | 1:0   | 1:0   | 1:2   | 1:1   | 2:0   | 0:2   | 1:0   | 0:0   | 0:2   | 0:1   | 2:2   | 1:2   | 0:2   | 3:0   | 3:1   | 2:0   | 0:0   | 1:0   | 1:2   | 0:3   | 1:2 3 | 1:2   | 2:1   |
| Washington Spirit (WAS)     | NJ    | UTA   | RFC   | NJ    | POR   | CHI   | UTA   | RFC   | HOU   | NC    | ORL   | HOU   | NJ    | NC    | CHI   | POR   | UTA   | ORL   | RFC   | CHI   | HOU   | NC    | ORL   | POR   |
| Washington Spirit (WAS)     | 2:0   | 0:1   | 0:0   | 3:2   | 3:1   | 2:0   | 2:0   | 1:1   | 0:0   | 1:2   | 3:4   | 1:2   | 1:0   | 0:1   | 0:1   | 1:3   | 0:0   | 2:1   | 2:2   | 1:3   | 0:0   | 2:1   | 3:0 2 | 0:0   |

| Legende   | Legende       | Legende | Legende       | Legende    |
| --------- | ------------- | ------- | ------------- | ---------- |
| Heimspiel | Auswärtsspiel | Sieg    | Unentschieden | Niederlage |

### Torschützinnenliste
| Platz | Spielerin          | Verein                 | Anzahl |
| ----- | ------------------ | ---------------------- | ------ |
| 1     | Sam Kerr           | Chicago Red Stars      | 18     |
| 2     | Lynn Williams      | North Carolina Courage | 12     |
| 3     | Kristen Hamilton   | North Carolina Courage | 9      |
| 3     | Amy Rodriguez      | Utah Royals FC         | 9      |
| 3     | Christine Sinclair | Portland Thorns FC     | 9      |
| 6     | Debinha            | North Carolina Courage | 8      |
| 6     | Carli Lloyd        | Sky Blue FC            | 8      |
| 6     | Yūki Nagasato      | Chicago Red Stars      | 8      |
| 6     | Christen Press     | Utah Royals FC         | 8      |
| 6     | Margaret Purce     | Portland Thorns FC     | 8      |
| 11    | Crystal Dunn       | North Carolina Courage | 7      |
| 11    | Ashley Hatch       | Washington Spirit      | 7      |

### Zuschauertabelle
|    | Verein                 | Zuschauer | pro Spiel | Auslastung |
| -- | ---------------------- | --------- | --------- | ---------- |
| 1. | Portland Thorns FC     | 241.181   | 20.098    | 079,7 %    |
| 2. | Utah Royals FC         | 129.288   | 10.774    | 053,3 %    |
| 3. | Washington Spirit      | 73.661 1  | 6.138     | 074,7 %    |
| 4. | North Carolina Courage | 70.496    | 5.875     | 058,7 %    |
| 5. | Orlando Pride          | 66.783    | 5.565     | 021,8 %    |
| 6. | Chicago Red Stars      | 65.406    | 5.451     | 027,3 %    |
| 7. | Reign FC               | 62.551    | 5.213     | 080,2 %    |
| 8. | Houston Dash           | 48.631    | 4.053     | 057,9 %    |
| 9. | Sky Blue FC            | 40.059 2  | 3.338     | 043,1 %    |

## NWSL Championship Play-offs
Die vier bestplatzierten Mannschaften der regulären Saison qualifizierten sich für die Play-offs.

### Halbfinale
Die Halbfinalspiele fanden am 20. Oktober statt.
|                        | Ergebnis             |                    |
| ---------------------- | -------------------- | ------------------ |
| North Carolina Courage | 4:1 n. V. (0:0, 1:1) | Seattle Reign FC   |
| Chicago Red Stars      | 1:0 (1:0)            | Portland Thorns FC |

### Finale
Das Finale wurde am 27. Oktober im WakeMed Soccer Park in Cary, North Carolina, ausgetragen. Wie in den Vorjahren wurde ein neutraler Ort bestimmt, in dem das Finale stattfand.
| North Carolina Courage                   | North Carolina Courage | Chicago Red Stars | Chicago Red Stars |
| ---------------------------------------- | --- | --- | ----------------- |
| North Carolina Courage                   | \| Finale \| \| 27. Oktober 2019 in Cary, North Carolina \| \| Ergebnis: 4:0 (3:0) \| \| Zuschauer: 10.227 (ausverkauft) \| \| Schiedsrichterin: Rosendo Mendoza \| \| Spielbericht \|                                                                              | \| Finale \| \| 27. Oktober 2019 in Cary, North Carolina \| \| Ergebnis: 4:0 (3:0) \| \| Zuschauer: 10.227 (ausverkauft) \| \| Schiedsrichterin: Rosendo Mendoza \| \| Spielbericht \|                                                                       | Chicago Red Stars |
| North Carolina Courage                   | Stephanie Labbé – Abby Dahlkemper, Abby Erceg, Jaelene Hinkle – Debinha, Denise O’Sullivan, Heather O’Reilly (89. Cari Roccaro), Samantha Mewis – Crystal Dunn (62. McCall Zerboni), Jessica McDonald (75. Kristen Hamilton), Lynn Williams Cheftrainer: Paul Riley | Alyssa Naeher – Sarah Gorden, Casey Short, Katie Naughton, Julie Ertz – Danielle Colaprico (84. Brooke Elby), Vanessa DiBernardo (75. Nikki Stanton), Morgan Brian – Savannah McCaskill (46. Katie Johnson), Sam Kerr, Yūki Nagasato Cheftrainer: Rory Dames | Chicago Red Stars |
| North Carolina Courage                   | 1:0 Debinha (4.) 2:0 Jessica McDonald (26.) 3:0 Crystal Dunn (45.+5’) 4:0 Samantha Mewis (61.) | | Chicago Red Stars |
| North Carolina Courage                   | McCall Zerboni | Vanessa DiBernardo, Julie Ertz | Chicago Red Stars |
| Finale                                   | | |                   |
| 27. Oktober 2019 in Cary, North Carolina | | |                   |
| Ergebnis: 4:0 (3:0)                      | | |                   |
| Zuschauer: 10.227 (ausverkauft)          | | |                   |
| Schiedsrichterin: Rosendo Mendoza        | | |                   |
| Spielbericht                             | | |                   |

## Ehrungen
Die Wahl für die Auszeichnungen am Ende der regulären Saison erfolgte durch die Franchisebesitzer, die General Manager und die Trainer, die Spielerinnen sowie ausgewählte Journalisten und – per Onlineabstimmung – die Fans.
|                                               | Preisträger/-in                    |
| --------------------------------------------- | ---------------------------------- |
| Erfolgreichste Torschützin (NWSL Golden Boot) | Sam Kerr (Chicago Red Stars)       |
| Rookie des Jahres                             | Bethany Balcer (Reign FC)          |
| Torhüterin des Jahres                         | Aubrey Bledsoe (Washington Spirit) |
| Trainer des Jahres                            | Vlatko Andonovski (Reign FC)       |
| Verteidigerin des Jahres                      | Becky Sauerbrunn (Utah Royals FC)  |
| Wertvollste Spielerin (MVP)                   | Sam Kerr (Chicago Red Stars)       |

| Tor        | Aubrey Bledsoe    | Washington Spirit      | Alyssa Naeher    | Chicago Red Stars      |
| Abwehr     | Abby Dahlkemper   | North Carolina Courage | Lauren Barnes    | Reign FC               |
| Abwehr     | Alexandra Krieger | Orlando Pride          | Abby Erceg       | North Carolina Courage |
| Abwehr     | Becky Sauerbrunn  | Utah Royals FC         | Kelley O’Hara    | Utah Royals FC         |
| Abwehr     | Casey Short       | Chicago Red Stars      | Emily Sonnett    | Portland Thorns FC     |
| Mittelfeld | Julie Ertz        | Chicago Red Stars      | Bethany Balcer   | Reign FC               |
| Mittelfeld | Lindsey Horan     | Portland Thorns FC     | Crystal Dunn     | North Carolina Courage |
| Mittelfeld | Rose Lavelle      | Washington Spirit      | Yūki Nagasato    | Chicago Red Stars      |
| Sturm      | Tobin Heath       | Portland Thorns FC     | Kristen Hamilton | North Carolina Courage |
| Sturm      | Sam Kerr          | Chicago Red Stars      | Carli Lloyd      | Sky Blue FC            |
| Sturm      | Christen Press    | Utah Royals FC         | Megan Rapinoe    | Reign FC               |

## Trainerwechsel
| Verein            | Tabellenplatz | Trainer      | Trennung           | Grund                    | Nachfolger                       | Bekanntgabe       | Quelle        |
| ----------------- | ------------- | ------------ | ------------------ | ------------------------ | -------------------------------- | ----------------- | ------------- |
| Washington Spirit | 8.            | Tom Torres   | 2. September 2018  | Ende der Interimszeit    | Richie Burke                     | 8. Januar 2019    | [ 15 ]        |
| Orlando Pride     | 7.            | Tom Sermanni | 14. September 2018 | einvernehmliche Trennung | Marc Skinner                     | 14. Januar 2019   | [ 16 ] [ 17 ] |
| Houston Dash      | 6.            | Vera Pauw    | 20. September 2018 | einvernehmliche Trennung | James Clarkson                   | 11. Dezember 2018 | [ 18 ] [ 19 ] |
| Sky Blue FC       | 9.            | Denise Reddy | 28. Juni 2019      | Entlassung               | Freya Coombe (Interimstrainerin) | 4. September 2019 | [ 20 ] [ 21 ] |